# 록산느 (1987년 영화)
《록산느》(Roxanne)는 미국에서 제작된 프레드 쉐피시 감독의 1987년 코미디, 멜로/로맨스 영화이다. 스티브 마틴 등이 주연으로 출연하였고 다니엘 멜닉 등이 제작에 참여하였다. 에드몽 로스탕의 희곡 《시라노 드 베르주라크》를 현대적으로 재해석해 제작되었다.

## 출연

### 주연
- 스티브 마틴
- 대릴 한나

### 조연
- 릭 로소비치
- 셜리 듀발
- 프레드 윌러드
- 마이클 J. 폴라드

## 기타
- 원작자: 에드몽 로스탕
- 미술: 잭슨 드 고비아
- 의상: 리처드 브루노
- 의상: 티쉬 모나한